# Major League Baseball 1894
1894 års säsong av Major League Baseball (MLB) var den 19:e i MLB:s historia. MLB bestod under denna säsong av National League (NL), som bestod av tolv klubbar. Mästare blev Baltimore Orioles, som därmed tog sin första ligatitel.
För första gången spelades en matchserie efter grundserien mellan mästarna och tvåorna, kallad "Temple Cup". Matchserien spelades i bäst av sju matcher och vanns av tvåorna New York Giants över mästarna Baltimore Orioles med 4–0 i matcher.

## Tabell
| Klubb                 | M   | V  | F  | O | V%    | GB   | PF    | PM    |
| --------------------- | --- | -- | -- | - | ----- | ---- | ----- | ----- |
| Baltimore Orioles     | 129 | 89 | 39 | 1 | 0,695 | –    | 1 171 | 819   |
| New York Giants       | 139 | 88 | 44 | 7 | 0,667 | 3    | 962   | 799   |
| Boston Beaneaters     | 133 | 83 | 49 | 1 | 0,629 | 8    | 1 218 | 1 002 |
| Philadelphia Phillies | 132 | 71 | 57 | 4 | 0,555 | 18   | 1 179 | 995   |
| Brooklyn Grooms       | 135 | 70 | 61 | 4 | 0,534 | 20,5 | 1 022 | 1 015 |
| Cleveland Spiders     | 130 | 68 | 61 | 1 | 0,527 | 21,5 | 931   | 894   |
| Pittsburg Pirates     | 133 | 65 | 65 | 3 | 0,500 | 25   | 961   | 982   |
| Chicago Colts         | 137 | 57 | 75 | 5 | 0,432 | 34   | 1 058 | 1 081 |
| St. Louis Browns      | 133 | 56 | 76 | 1 | 0,424 | 35   | 771   | 953   |
| Cincinnati Reds       | 134 | 55 | 75 | 4 | 0,423 | 35   | 935   | 1 108 |
| Washington Senators   | 132 | 45 | 87 | 0 | 0,341 | 46   | 882   | 1 122 |
| Louisville Colonels   | 131 | 36 | 94 | 1 | 0,277 | 54   | 698   | 1 018 |

## Temple Cup
| 1 | 4 oktober 1894 | Baltimore Orioles | 1 – 4   | New York Giants | Union Park                                                                  |                                                                             |
|   |                | L: Esper (0-1)    | Rapport | W: Rusie (1-0)  | Baltimore, MD Publik: Cirka 9 000 Längd: 1:55 Domare: Bob Emslie, Tim Hurst | Baltimore, MD Publik: Cirka 9 000 Längd: 1:55 Domare: Bob Emslie, Tim Hurst |

| 2 | 5 oktober 1894 | Baltimore Orioles | 6 – 9   | New York Giants | Union Park                                                                   |                                                                              |
|   |                | L: Gleason (0-1)  | Rapport | W: Meekin (1-0) | Baltimore, MD Publik: Cirka 11 000 Längd: 2:00 Domare: Tim Hurst, Bob Emslie | Baltimore, MD Publik: Cirka 11 000 Längd: 2:00 Domare: Tim Hurst, Bob Emslie |

| 3 | 6 oktober 1894 | New York Giants | 4 – 1   | Baltimore Orioles | Polo Grounds                                                                |                                                                             |
|   |                | W: Rusie (2-0)  | Rapport | L: Hemming (0-1)  | New York, NY Publik: Cirka 25 000 Längd: 2:06 Domare: Tim Hurst, Bob Emslie | New York, NY Publik: Cirka 25 000 Längd: 2:06 Domare: Tim Hurst, Bob Emslie |

| 4 | 8 oktober 1894 | New York Giants | 16 – 3 (8) | Baltimore Orioles | Polo Grounds                                                                |                                                                             |
|   |                | W: Meekin (2-0) | Rapport    | L: Hawke (0-1)    | New York, NY Publik: Cirka 12 000 Längd: 2:00 Domare: Tim Hurst, Bob Emslie | New York, NY Publik: Cirka 12 000 Längd: 2:00 Domare: Tim Hurst, Bob Emslie |

## Statistik

### Slagmän

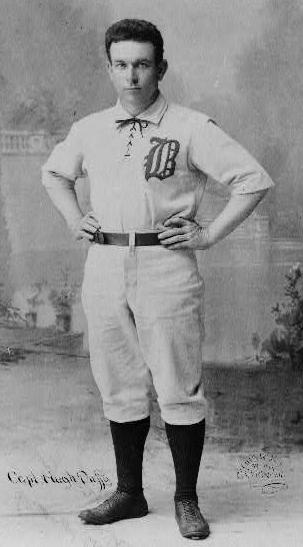
Hugh Duffy.

Källa: 
| Kategori | Slagman        | Klubb | Värde |
| -------- | -------------- | ----- | ----- |
| AVG      | Hugh Duffy     | BOS   | 0,440 |
| HR       | Hugh Duffy     | BOS   | 18    |
| RBI      | Hugh Duffy     | BOS   | 145   |
| R        | Billy Hamilton | PHI   | 192   |
| H        | Hugh Duffy     | BOS   | 237   |
| OBP      | Billy Hamilton | PHI   | 0,523 |
| SLG      | Hugh Duffy     | BOS   | 0,694 |
| SB       | Billy Hamilton | PHI   | 98    |

### Pitchers

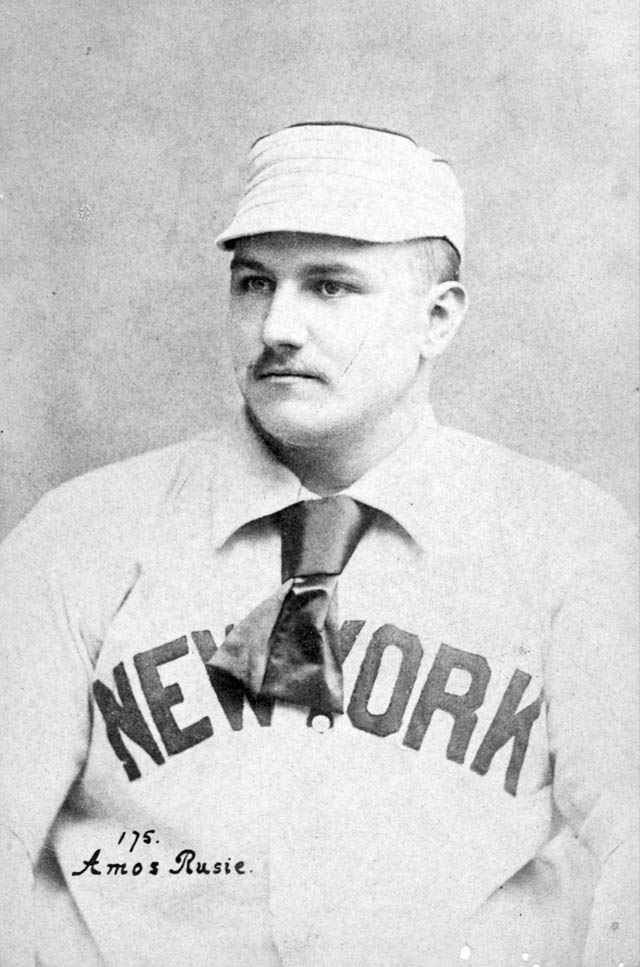
Amos Rusie.

Källa: 
| Kategori | Pitcher                              | Klubb       | Värde |
| -------- | ------------------------------------ | ----------- | ----- |
| W        | Amos Rusie                           | NYG         | 36    |
| ERA      | Amos Rusie                           | NYG         | 2,78  |
| SO       | Amos Rusie                           | NYG         | 195   |
| IP       | Ted Breitenstein                     | STL         | 447,1 |
| CG       | Ted Breitenstein                     | STL         | 46    |
| SHO      | Nig Cuppy · Kid Nichols · Amos Rusie | CLE BOS NYG | 3     |
| SV       | Tony Mullane                         | BAL, CLE    | 4     |
| WHIP     | Jouett Meekin                        | NYG         | 1,41  |